# Hippopsicon clarkei
Hippopsicon clarkei är en skalbaggsart som beskrevs av Stefan von Breuning 1976. Hippopsicon clarkei ingår i släktet Hippopsicon och familjen långhorningar. Inga underarter finns listade i Catalogue of Life.